# Legging

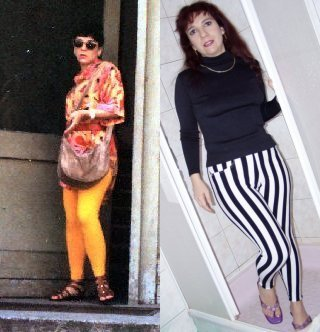

Leggings são calças justas que vão da cintura até os tornozelos. São muito usadas em práticas esportivas especialmente no tempo frio.
Leggings modernas são feitas a partir de uma mistura de lycra, elastano, náilon, poliamida, algodão ou poliéster, mas também podem ser produzidas a partir da seda, lã e outros materiais.
A versão masculina da peça é chamada meggings, fusão de duas palavras inglesas: man (homem) com a palavra leggings, foram criadas para se quebrar o tabu de que a legging não é uma peça de roupa exclusivamente feminina e que pode se ajustar ao corpo masculino quando adaptada a outras peças de roupas (como camisas e tênis). O número de adeptos de "meggings", ou leggings masculinas, crescem a cada dia na América do Norte, Europa, Leste Asiático, Austrália, Nova Zelândia e Japão.
- Calça legging masculina
- lycra Leggings
- Homem vestindo uma Megging
- Mulher vestindo uma legging
- Calça legging femenina (vista traseira)